# The Fratellis
The Fratellis – szkocki zespół Indierockowy pochodzący z Glasgow.

## Historia
Swój pierwszy koncert The Fratellis zagrali 4 marca 2005 roku w barze O’Henry’s w Glasgow. Ich talent został odkryty przez Tony’ego Fratelliego w barze McChuills w Glasgow. Pierwsza EP-ka zespołu została wydana 3 kwietnia 2006 roku. W tym samym roku wydana została ich debiutancka płyta Costello Music. 14 lutego 2007 roku otrzymali nagrodę Best British Breakthrough Act na Brit Awards 2007.

## Skład
- John Lawler "Jon Fratelli" – wokal i gitara
- Barry Wallace "Barry Fratelli" – gitara basowa, chórki
- Gordon McRory "Mince Fratelli" – perkusja, wokal wspierający, okazjonalnie gitara

## Dyskografia

### Single
- Henrietta – 12 czerwca 2006
- Chelsea Dagger – 27 sierpnia 2006
- Whistle For The Choir – 28 listopada 2006
- Baby Fratelli – 26 lutego 2007
- Flathead – 23 marca 2007
- Mistress Mabel – 26 maja 2008
- Look Out Sunshine! – 18 sierpnia 2008
- A Heady Tale – 22 grudnia 2008
- Seven Nights, Seven Days – 9 września 2013
- She’s Not Gone Yet But She’s Leaving – 2014

### EP
- The Fratellis EP – 3 kwietnia 2006
- Flathead EP – 23 stycznia 2007
- Ole Black ‘n’ Blue Eyes EP – 11 czerwca 2007
- The Soul Crush EP – 8 września 2014

### Albumy
- Costello Music
  - 11 września 2006 – Wielka Brytania
  - 26 stycznia 2007 – Europa
- Here We Stand
  - 9 czerwca 2008 – Wielka Brytania
  - 10 czerwca 2008 – Europa
- We Need Medicine
  - 7 października 2013 – Wielka Brytania
  - 8 października 2013 – USA
- Eyes Wide, Tongue Tied
  - 21 sierpnia 2015